# آناستازیا بارانووا
آناستازیا بارانووا (روسی: Aнастасия Баранова) هنرپیشهٔ روسی-آمریکایی سینما و تلویزیون است. او از سال ۲۰۰۲ میلادی تا کنون مشغول فعالیت هنری بوده است.

## گزیدهٔ آثار

### سینما
- به ویلیتس خوش آمدید (۲۰۱۶)
- آپوکالیپس، کالیفرنیا (۲۰۱۱)
- ظهور: شکارچی خون (۲۰۰۷)

### تلویزیون
- زی نِـیشِن[۲][۳][۴] (۲۰۱۸–۲۰۱۴)
- فرزندان آشوب (۲۰۱۳)
- ۹۰۲۱۰ (۲۰۱۲)
- دنیای مالکوم (۲۰۰۵)
- آسمان هفتم (۲۰۰۵)
- ورونیکا مارس (۲۰۰۵–۲۰۰۴)
- لیزی مک‌گوایر (۲۰۰۲)

### بازی‌های ویدئویی
- تکامل[۵] (۲۰۱۵)